# Insigne voor Optreden onder Gevechtsomstandigheden
Het Insigne voor Optreden onder Gevechtsomstandigheden, ook wel Gevechtsinsigne genoemd, werd in oktober 2008 door de Nederlandse regering ingesteld. Militairen die "tijdens een uitzending daadwerkelijk hebben gevochten" worden met dit ereteken in de vorm van een broche onderscheiden.
Voorwaarde voor het toekennen is dat men "onder vuur handelingen heeft verricht die niet uitsluitend voor de eigen veiligheid waren". Het moet gaan om een operatie "waarbij sprake is van vijandelijk optreden met direct vuur of hiermee vergelijkbare gevechtsomstandigheden".
In aanmerking komen zij die deelnamen aan een militaire operatie waarbij sprake was van vijandelijk optreden met direct vuur of vergelijkbare gevechtsomstandigheden. Betrokkene moet in overeenstemming met de geldende rules of engagement hebben deelgenomen aan het gevecht.
Hiertoe behoort elke vorm van actief en adequaat handelen, die niet uitsluitend in het kader van de persoonlijke veiligheid was. Het gevechtsinsigne is bedoeld als een blijvende waardering naast het decoratiestelsel.
Minister Eimert van Middelkoop heeft de Commandant der Strijdkrachten toestemming gegeven om militairen ("in voorkomend geval postuum") een gevechtsinsigne toe te kennen "Als blijk van erkenning voor mensen die in gevaarlijke omstandigheden hebben geopereerd". De minister heeft het toekennen van het insigne gedelegeerd aan de commandant. Het insigne zal dus niet bij Koninklijk Besluit worden toegekend en is daarmee geen koninklijke onderscheiding. Het insigne wordt individueel toegekend. Het is dus uitgesloten dat het pelotonsgewijs zal worden verleend.
Het gevechtsinsigne werd ingevoerd met terugwerkende kracht tot 1 juni 2001.
Het gevechtsinsigne was bedoeld als "een blijvende waardering naast het decoratiestelsel" en beperkte zich niet tot de in 2008 lopende missies en vredesmissies zoals die in Uruzgan en Tsjaad.
De Minister van Defensie zei bij het instellen van de onderscheiding dat deze een "educatieve functie voor een nieuwe generatie militairen" moest krijgen omdat "achter elk insigne "een verhaal schuil gaat".
De gronden voor toekenning lijken op die van de Amerikaanse Combat Badge.
Het decoratiestelsel voorzag in 2008 al dat op missie gesneuvelde militairen de Herinneringsmedaille Vredesoperaties (HVO) postuum wordt toegekend. Die mogelijkheid is er eveneens voor een Dapperheidsonderscheiding zoals het Bronzen Kruis en een Ereteken van Verdienste. Verder kent de NAVO bij ISAF postuum de NATO-medal toe.
De onderscheiding kan aan alle rangen van de vier Nederlandse krijgsmachtonderdelen, de Koninklijke Landmacht, de Koninklijke Marine, de Koninklijke Luchtmacht en de Koninklijke Marechaussee worden verleend.

## Het versiersel
Het insigne doet sterk denken aan de Romeinse Phalerae zoals die door de legionairs werden opgesteld. Deze traditie werd vooral in Duitsland en in de Verenigde Staten nagevolgd terwijl de meeste Nederlandse onderscheidingen aan een lint werden gedragen. Op een tesaamgebonden krans van lauweren en eikenbladeren is een ontbloot kort zwaard naar Romeins model, een gladius, gelegd.
Een liggend-ovale lauwerkrans met daaroverheen een blank wapen vormt de basis van het gevechtsinsigne. De liggend-ovale vorm is in Nederland nog niet eerder toegepast, dat maakt hem op het uniform uniek. Het metalen insigne is bronskleurig zodat het niet wordt verwisseld met de goudkleurige brevetten. Voor het gevechtstenue is er een stoffen uitvoering die op de stof kan worden genaaid. Een stoffen onderscheiding glimt minder en is gemakkelijker te dragen. Aan de onderscheiding zijn geen lint en geen baton verbonden.
In november 2013 werden de voorwaarden voor het aanvragen van het insigne vereenvoudigd. Tegelijk werd vastgelegd dat het binnen een half jaar na het gevecht moet worden aangevraagd.
Kruis voor Moed en Trouw · Verzetskruis · Erepenning voor menslievend hulpbetoon · Eervolle Vermelding · Bronzen Leeuw · Verzetsster Oost-Azië · Bronzen Kruis · Kruis van Verdienste · Vliegerkruis · Ereteken voor Belangrijke Krijgsbedrijven · Lombokkruis · Metalen Kruis 1830-1831 · Metalen Kruis Vrijwilligers 1830-1831 · Oorlogsherinneringskruis · Verzetsherdenkingskruis · Ereteken voor Orde en Vrede · Nieuw-Guinea-Kruis · Mobilisatie-Oorlogskruis · Kruis voor Recht en Vrijheid · Onderscheidingsteken voor Langdurige Dienst als officier · Ereteken voor meester-scherpschutter op geweer voor schepelingen van de Koninklijke Marine · Ereteken voor meester-kanonnier voor schepelingen van de Koninklijke Marine · Schietprijsster van het Koninklijk Nederlandsch-Indisch Leger · Kruis van Verdienste van het Nederlandse Rode Kruis · Kruis van Verdienste van de Nederlandse Bond van Vrijwillige Burgerwachten · Kruis van de Algemene Vereniging van Nederlandse Reserve-officieren voor militaire prestatietocht · Mobilisatiekruis 1914-1918 · Witte Mobilisatiekruis 1914-1918 · Kruis van Verdienste van de Nationale Bond "Het Mobilisatiekruis 1914-1918" · Herinneringskruis 1939-1940 van het Nederlandse Rode Kruis · Herinneringskruis 1940-1945 van het Nederlandse Rode Kruis · Vierdaagsekruis · Elfstedenkruisje · Onderscheidingen van de brandweer
Zie ook: Lijst van Nederlandse onderscheidingen